# 베르나르 드 클레르보

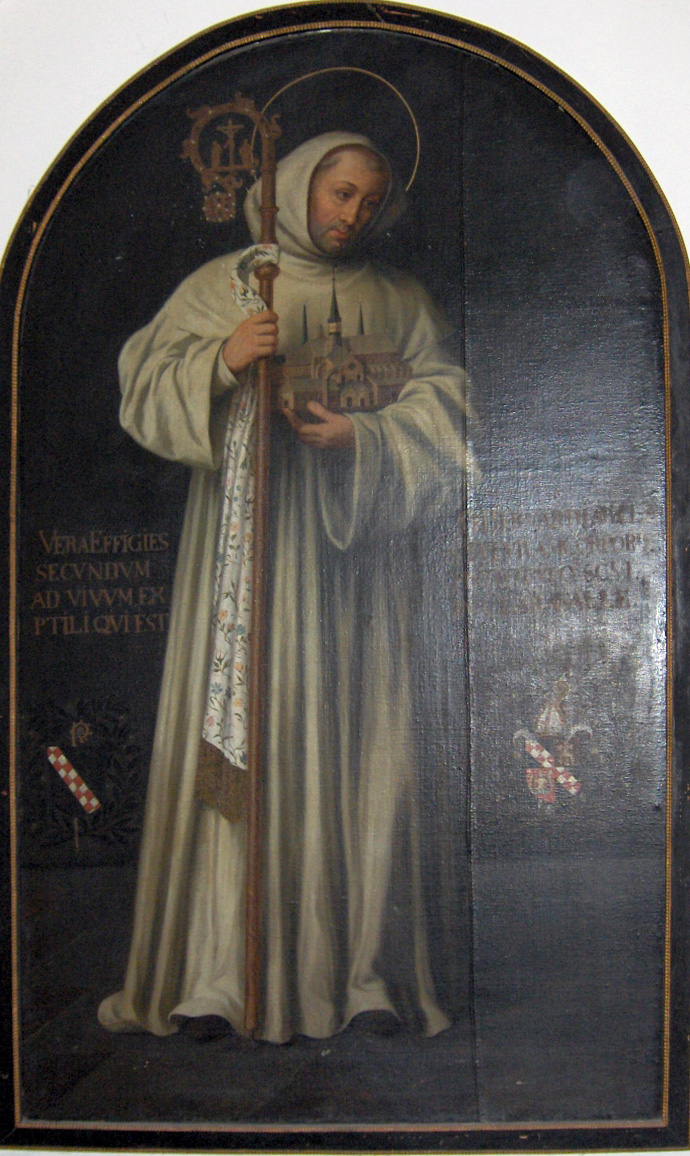
성 베르나르

클레르보의 베르나르도(라틴어: Bernardus Claraevallensis 베르나르두스 클라라에발렌시스[*], 프랑스어: Bernard de Clairvaux, 1090년~1153년 8월 21일)는 12세기에 활동한 수도자로 제2차 십자군 원정 중에 설교하였다. 로마 가톨릭의 성인. 축일은 8월 20일. 베르나르는 독일어에서 기원한 이름으로 ‘곰처럼 힘센’, ‘힘센 곰’을 뜻한다. 회화에서는 주로 시토회의 하얀 수사복에 수도원장의 지팡이를 들고 있으며, 발 밑에 주교관과 성체, 사슬로 묶은 악마, 하얀 개, 책, 벌통과 함께 그려진다. 양봉가·양초제작자·모래채취장·일꾼의 수호 성인이다.

## 행적
베르나르도는 1090년 프랑스 디종 근처 퐁텐의 부유한 귀족 가문에서 태어났다. 세속적인 교육을 마친 그는 22살이 되던 해 다른 31명의 사람들과 함께 시토회에 들어갔다. 시토회는 베네딕토의 수도규칙을 따르는 부르고뉴에 있는 개척 수도원이다. 1115년 베르나르도는 클레르보에 있는 시토회 수도원의 자원의 수도원장이 되었으며, 이후 많은 자원들을 설립했다. 수도원장 베르나르는 처음엔 지나치게 엄격하다는 이유로 수도회의 비난을 받았지만 기도에 할애된 시간을 줄이고 음식을 개선했으며 지역 주교의 도움으로 수도원의 일치를 강화하여 수도원의 상태를 크게 향상시켰다. 《신애론》, 《강론집 아가》 등 많은 저술에 그의 명상적인 형상이 표현되어 있다.

## 영향
그는 종교개혁가 장 칼뱅에게도 영향을 주었다.

## 같이 보기
- 스콜라주의
- 교황 에우제니오 3세